# Auf, schmetternde Töne der muntern Trompeten
Auf, schmetternde Töne der muntern Trompeten (BWV 207a)  ist eine weltliche Kantate von Johann Sebastian Bach.

## Entstehung
Die Kantate entstand aus Anlass des Namenstages von Kurfürst Friedrich August III. Sie wurde am 3. August wahrscheinlich des Jahres 1735 oder eines umliegenden Jahres aufgeführt. Der Textdichter ist unbekannt.

## Aufbau
Wahrscheinlich stehen die Solisten für allegorische oder mythologische Gestalten. Da der Textdruck nicht erhalten ist, lässt sich nur vermuten, welcher Solist was verkörpert. Alfred Dürr vermutet, dass der Sopran den Frieden, der Bass den Krieg, der Tenor die Weisheit oder die Stadt Leipzig repräsentieren.
Die Kantate basiert großteils auf der Kantate Vereinigte Zwietracht der wechselnden Saiten (BWV 207); die Rezitativsätze 2, 4 und 6 sind Neukompositionen. Der Marsch entstand wahrscheinlich auch erst zur Aufführung der Kantate.
Wie in der Vorlage Vereinigte Zwietracht der wechselnden Saiten (BWV 207) basiert der Eröffnungschor der Kantate auf dem dritten Satz des ersten Brandenburgischen Konzerts (BWV 1046), wobei die Naturhörner des Konzerts durch Trompeten ersetzt werden.
1. Auf, schmetternde Töne der muntern Trompeten (Chor)
2. Die stille Pleiße spielt (Rezitativ Tenor)
3. Augustus’ Namenstages Schimmer (Arie Tenor)
4. Augustus’ Wohl ist der treuen Sachsen Wohlergehn (Rezitativ Sopran, Bass)
5. Mich kann die süße Ruhe laben (Sopran, Bass)
6. Augustus schützt die frohen Felder (Rezitativ Alt)
7. Preiset, späte Folgezeiten (Arie Alt)
8. Ihr Fröhlichen, herbei! (Sopran, Alt, Tenor, Bass)
9. August lebe, lebe, König!